# Trapézszabály

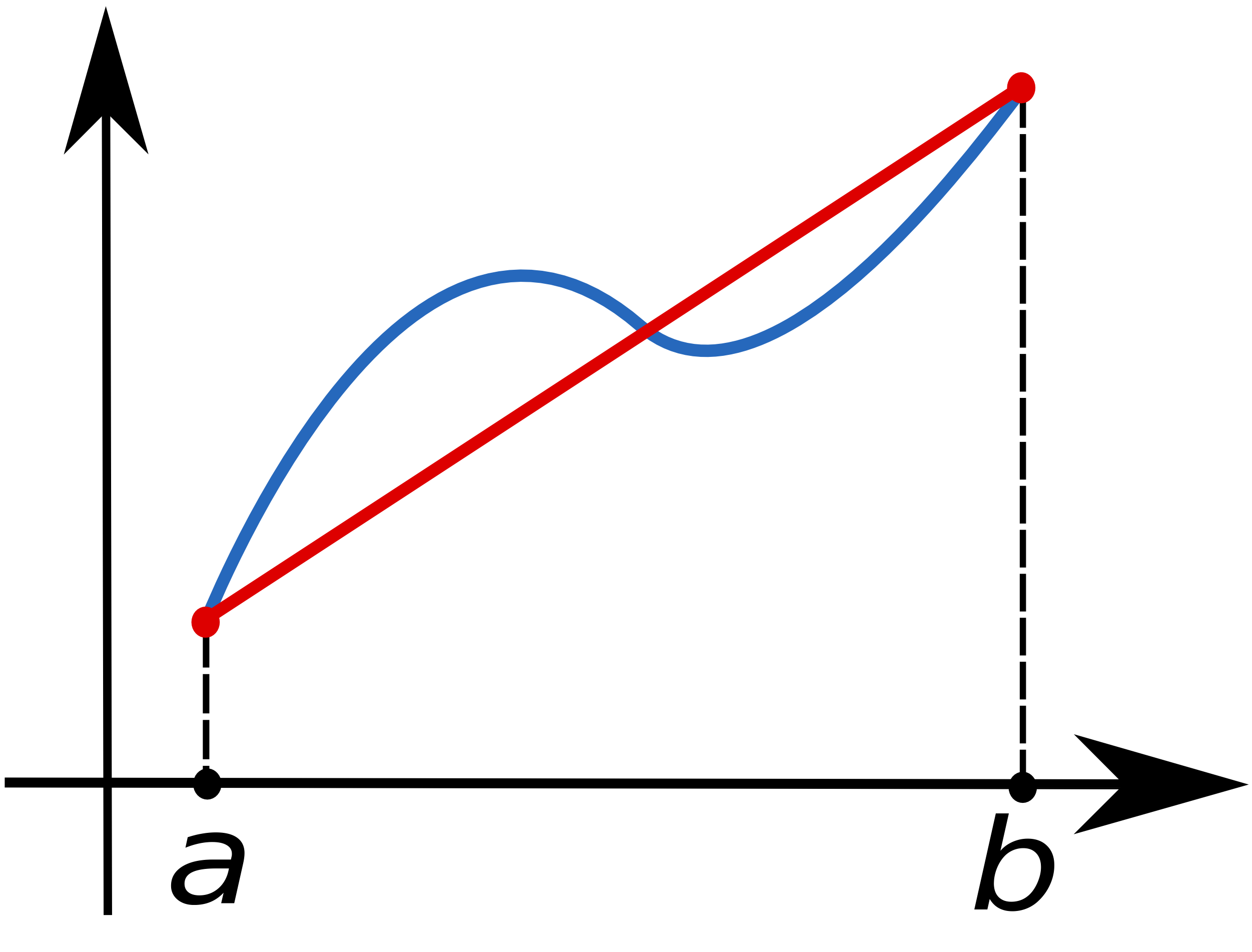
A kék f(x) függvényt a piros lineáris függvény közelíti.

A matematikában a trapézszabály közelítő eljárás határozott integrálok meghatározására, melynek során egy függvénygörbe meghatározott intervallumba eső görbe alatti területét egy, a görbe által meghatározott trapéz területével helyettesíti. Infinitezimális változata, melynek során az intervallum felosztása minden határon túl finomodik, egy konkrét (nem közelítő) algoritmust jelent a határozott integrálok meghatározására.
{\displaystyle \int \limits _{a}^{b}f(x)\,dx.}

## Húrtrapézformula

Húrtrapéz

Itt a két végpontot összekötő húr alatti trapézzal helyettesítjük a görbe alatti területet:
{\displaystyle \int _{a}^{b}f(x)\,dx\approx (b-a){\frac {f(b)+f(a)}{2}}}

Ha {\displaystyle f} második deriváltja folytonos {\displaystyle [a,b]}-n, akkor
{\displaystyle \left|\int _{a}^{b}f(x)\,dx-(b-a){\frac {f(b)-f(a)}{2}}\right|\leq {\frac {(b-a)^{3}}{12}}\max _{a\leq x\leq b}\left|f''(x)\right|.}

### Összetett húrtrapézformula

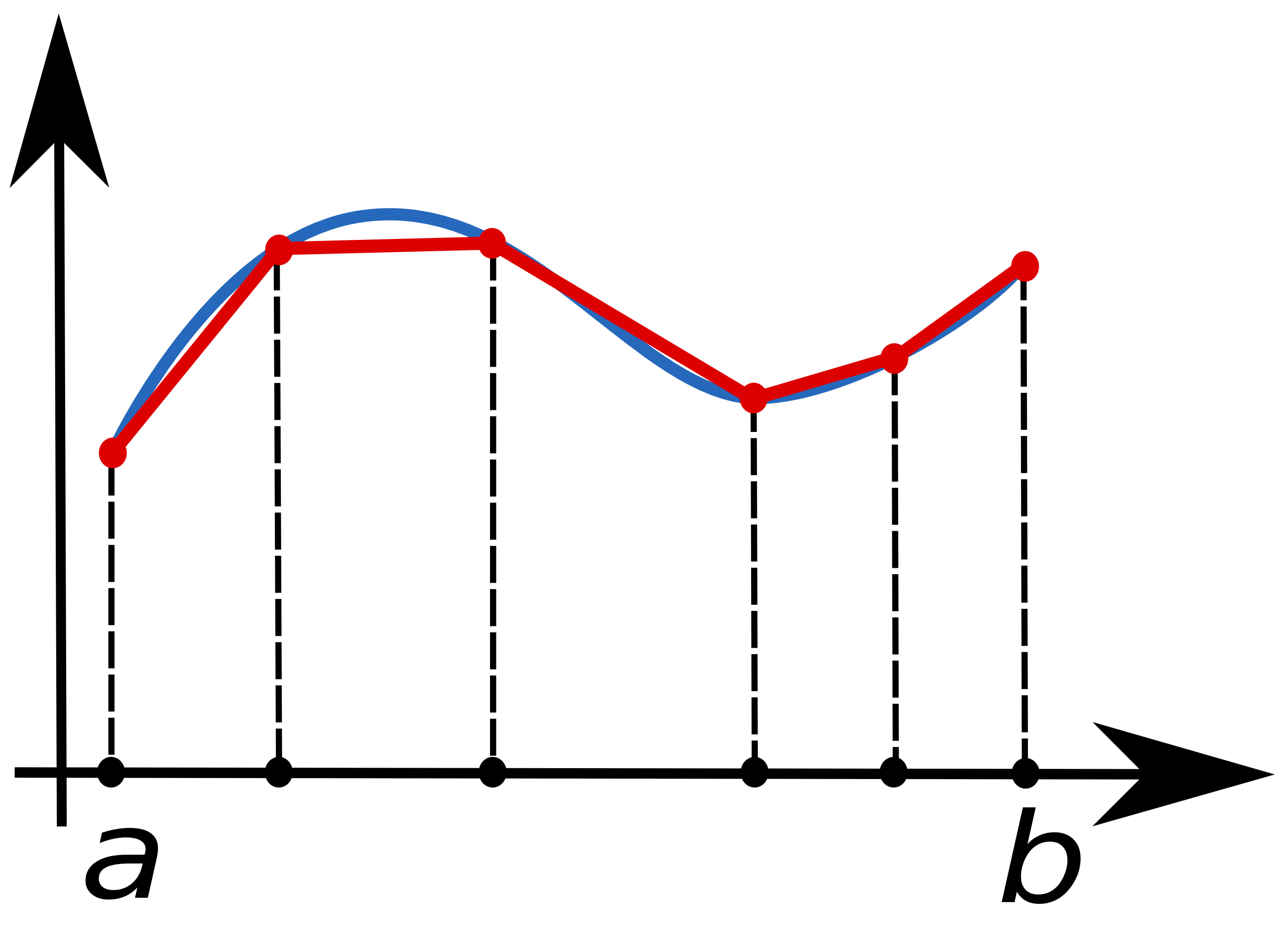
Összetett trapézformula

Hogy a közelítést pontosabbá tegyük, az integrálási {\displaystyle [a,b]} tartományt {\displaystyle N} kisebb, diszjunkt részintervallumokra bontjuk; 
Legyen f értéke {\displaystyle x_{1},\ldots ,x_{N}} helyeken rendre {\displaystyle y_{1},\ldots ,y_{N}}, ekkor az integrál a következőképpen közelíthető:
{\displaystyle \int _{a}^{b}f(x)\,dx\approx {\frac {1}{2}}\sum _{i=2}^{N}(x_{i}-x_{i-1})(y_{i}+y_{i-1}),}
speciálisan, ha a részintervallumok egyenlő hosszúak:
{\displaystyle \int _{a}^{b}f(x)\,dx\approx {\frac {b-a}{N}}\sum _{i=1}^{N}{\frac {1}{2}}(f(a+i{\frac {N}{b-a}})+f(a+(i-1){\frac {N}{b-a}})={\frac {b-a}{N}}\left({\frac {f(a)+f(b)}{2}}+\sum _{i=1}^{N-1}f(a+i{\frac {b-a}{N}})\right).}

## Érintőtrapézformula

Érintőtrapéz

Az érintőtrapézformula azzal a trapézzal közelíti a területet, melynek az egyetlen tengelyekkel nem feltétlen párhuzamos oldala tartalmazza az {\displaystyle f} függvény gráfjának {\displaystyle [a,b]} intervallum felezőpontjához tartozó pontját. Így:
{\displaystyle \int _{a}^{b}f(x)\,dx\approx (b-a)f\left({\frac {(b-a)}{2}}\right)},
ahol, ha {\displaystyle f} második deriváltja folytonos {\displaystyle [a,b]}-n, akkor
{\displaystyle \left|\int _{a}^{b}f(x)\,dx-(b-a)f\left({\frac {(b-a)}{2}}\right)\right|\leq {\frac {(b-a)^{3}}{24}}\max _{a\leq x\leq b}{\left|f''(x)\right|}}

## Algoritmus
A függvény, amit integrálni szeretnénk: {\displaystyle f(x)=e^{x}}, a {\displaystyle [0,5]} intervallumon, 10-es felosztással.
```
import
 
math

def
 
Fx
(
x
):

    
return
 
math
.
exp
(
x
)

def
 
TrapezIntegralas
(
a
,
b
,
n
):

    
h
=
(
b
-
a
)
/
n

    
x
=
a

    
s
=
0.0

    
for
 
i
 
in
 
range
(
1
,
n
,
1
):

        
x
=
x
+
h

        
s
=
s
+
Fx
(
x
)

    
return
 
h
*
(
s
+
(
Fx
(
a
)
+
Fx
(
b
))
/
2
)

print
 
'Trapezintegral:'
,
 
TrapezIntegralas
(
0.0
,
5.0
,
10
)

```

Az algoritmus a 150.4715 értéket adja vissza, míg a pontos érték a: 147.4131

## Külső hivatkozások
- Trapezoidal Rule for Numerical Integration
- Notes on the convergence of trapezoidal-rule quadrature Archiválva 2021. február 9-i dátummal a Wayback Machine-ben
- Trapezoidal Rule of Integration – Notes, PPT, Videos, Mathcad, Matlab, Mathematica, Maple, Multiple Choice Tests at Holistic Numerical Methods Institute
- C Language Implementation of Trapezoidal Rule